# 우주론 원리
현대 물리 우주론에서 우주론 원리(영어: Cosmological principle)는 우주에서 힘은 우주 전체에 걸쳐 균일하게 작용할 것으로 예상되고 빅뱅에 의해 초기에 정해진 물질 장(field)의 진화 과정에 걸친 대규모 구조화 과정에서 관측이 가능한 불규칙성은 없을 것이므로, 거시적으로 보면 우주내에서 물질의 공간적 분포는 균일하며 등방성이 될 것이라는 개념이다.

## 정의
천문학자 윌리엄 킬(William Keel)은 다음과 같이 설명한다.
우주론의 원리는 일반적으로 '충분히 큰 규모로 보면 우주의 속성은 모든 관찰자에게 동일하다'라고 공식적으로 기술하고 있다. 이것은 우리가 볼 수 있는 우주의 일부는 공정한 표본으로 동일한 물리 법칙이 전체에 적용된다는 강력한 철학적 진술에 해당한다. 본질적으로 이것은 어떤 의미에서 우주는 알 수 있고 과학자들과 공정하게 경쟁하고 있다고 기술하고 있다.
우주론적 원리는 "관찰자"의 정의에 의존하며, 내재적인 제한과 두 가지 검증 가능한 결과를 포함하고 있다.
"관찰자"는 지구상의 어떤 위치에 있는 단순한 인간 관찰자가 아니라 우주의 모든 위치에 있는 모든 관찰자를 의미한다. 앤드류 리들(Andrew Liddle)이 말했듯이 "우주론적 원리는 우주가 당신이 어디에 있든 동일하게 보인다는 것을 의미한다."
이러한 원리에 대한 제한은 물리적 구조의 변화가 관찰에서 도출된 결론의 균일성을 위태롭게 하지 않는다면 간과될 수 있다는 것이다. 우리와 우주는 은하단과 공극의 "거품 같은" 질감을 가지고 있지만 이러한 다른 구조 중 어느 것도 기본 물리학 법칙을 위반하는 것으로 보이지는 않는다.
우주론의 두 가지 검증 가능한 구조적 결과는 균질성과 등방성이다. 균질성은 우주의 다른 위치에 있는 관찰자들이 동일한 관측 증거를 사용할 수 있음을 의미한다("우리가 볼 수 있는 우주의 일부는 공정한 표본이다"). 등방성은 우주의 어느 방향에서나 동일한 관측 증거를 사용할 수 있음을 의미한다("동일한 물리 법칙이 전체에 적용된다"). 이러한 원리는 구별되지만 밀접하게 관련되어 있다. 왜냐하면 두 위치(구형 기하학의 경우 세 위치)에서 등방성으로 나타나는 우주는 균질해야 하기 때문이다.

## 기원
우주론적 원리는 1687년 아이작 뉴턴의 《자연철학의 수학적 원리》(Philosophiæ Naturalis Principia Mathematica)에서 처음으로 명확하게 주장되었다. 지구가 우주의 중심에 있다는 초기의 고전적 또는 중세적 우주론과 대조적으로, 뉴턴은 지구를 측정할 수 없을 정도로 먼 거리까지 모든 방향으로 균일하게 확장된 빈 공간 내에서 태양 주위를 공전하는 구체로 개념화했다. 그런 다음 그는 행성과 혜성의 운동에 대한 상세한 관측 데이터에 대한 일련의 수학적 증명을 통해 목성 주위의 갈릴레이 위성, 지구 주위의 달, 태양 주위의 지구, 그리고 지구에 떨어지는 물체의 궤도에도 적용되는 "만유인력"이라는 단일한 원리로 그들의 운동을 설명할 수 있음을 보여주었다. 즉, 그는 태양계 내의 모든 천체의 동등한 물질적 성질, 태양과 먼 별의 동일한 성질을 주장하고 따라서 운동의 물리 법칙이 지구 자체의 관측 위치를 훨씬 넘어 멀리까지 균일하게 확장된다고 주장했다.

## 시사점
관측에 따르면 지구에서 더 먼 곳의 은하들은 서로 더욱 가깝고 리튬보다 무거운 화학 원소의 함량이 더 낮다. 우주론적 원리를 적용하면 이것은 더 무거운 원소가 빅뱅에서 생성된 것이 아니라 거성으로부터 핵합성에 의해 생성되어 일련의 초신성 폭발과 초신성 잔해에서 새로운 별이 생성되는 과정을 통해 배출되었음을 시사하며, 이는 더 무거운 원소가 시간이 지남에 따라 축적됨을 의미한다. 또 다른 관찰에 따르면 가장 먼 은하(초기)가 국지적 은하(최근)보다 더 단편적이고 상호작용하며 비정상적인 모양을 하고 있어 은하 구조의 진화도 암시하고 있다.
우주론의 원리와 관련된 함의는 우주에서 가장 큰 이산적 구조가 기계적 평형 상태에 있다는 점이다. 가장 큰 축척에서 물질의 균질성과 등방성은 가장 큰 불연속적인 구조가, 빵의 내부를 구성하는 부스러기와 같은 하나의 불연속 형태의 일부임을 시사한다. 극한의 우주론적 거리에서는 시선의 수직방향에 있는 평면의 기계적 평형 특성은 실험적으로 검증할 수 있다. 그러나 우주론적 원리를 가정하면 시선 방향에서는 감지할 수 없다(우주의 타임라인 참조).
우주론자들은 멀리 떨어져 있는 은하의 관찰에 따라서 우주가 우주론적 원리를 따른다면 정적이지 않아야 한다는 데 동의한다. 1923년 알렉산드르 프리드만은 균질한 등방성 우주의 역학을 설명하는 알베르트 아인슈타인의 일반 상대성 방정식의 변형을 제시했다. 이와 독립적으로 조르주 르메트르는 일반 상대성 이론 방정식에서 팽창하는 우주에 대한 방정식을 1927년에 도출했다. 따라서 멀리 떨어진 은하의 관측과 무관하게, 우주론적 원리를 일반 상대성 이론에 적용한 결과로 비정적 우주도 도출된다.

## 비판
칼 포퍼는 우주론적 원리가 "우리 지식의 '부족'을 무언가를 '아는' 원리로 만든다는 논거로 비판했다. 그는 자신의 입장을 다음과 같이 요약했다.
나는 "우주론적 원리"가 절대 제안되지 않았어야 하는 교리로 우려한다.

## 관측
우주는 작은 규모에서는 불균일하지만 2억 5천만 광년보다 큰 규모에서는 통계적으로 균질하다. 우주 마이크로파 배경 복사는 등방성, 즉 그 강도가 우리가 어느 방향에서 보든 거의 동일하게 관측된다.
그런데 최근의 연구 결과는 이러한 견해에 의문을 제기한다. 플랑크 탐사(Planck Mission)에 따른 데이터는 2가지 측면에서 반구적 편향(hemispheric bias)을 보여주는데, 하나는 평균 온도(즉, 온도 변동)에 대한 것이고, 두 번째는 섭동(즉, 밀도)의 더 큰 변화에 관한 것이다. 유럽 우주국(플랑크 탐사의 관리 기관)은 이러한 이방성이 실제로 통계적으로 중요하며 더 이상 무시할 수 없다고 결론지었다.

### 불일치
'우주론적 원리'는 충분히 큰 규모에서 우주는 균질하다는 것을 의미한다. ΛCDM 모형 우주에서 N-물체 시뮬레이션을 기반으로 야다프(Yadav)와 동료들은 260/h Mpc 이상의 규모로 평균하면 은하의 공간 분포가 통계적으로 균질하다는 것을 보여주었다.
다수의 관측이 최대 구조 크기의 예측과 충돌하는 것으로 보고되었다.
- 1991년에 발견된 클로즈-캄푸사노 LQG는 길이가 580Mpc로 일관된 규모보다 약간 더 크다.
- 2003년에 발견된 슬론 장성은 423Mpc의 길이를 가지며[11] 이는 우주론적 원리와 겨우 일치한다.
- 2011년에 발견된 거대 퀘이사군 U1.11은 그 길이가 780 Mpc로 동질성 척도의 상한선보다 2배 이상 크다.
- 2012년에 발견된 거대-LQG는 현재의 모델에 따라 예측 가능한 것보다 3배 더 길고 너비가 2배이므로 대규모 우주에 대한 우리의 이해에 도전한다.
- 2013년 11월, 100억 광년 떨어진 2000 ~ 3000 Mpc(SGW의 7배 이상) 크기의 새로운 구조인 헬라클레스자리-북쪽왕관자리 장성이 발견되어 우주론의 타당성에 더 많은 의문을 제기했다.[12]
- 2021년 6월 약 1000Mpc에 달하는 구조물인 거대 호(Giant Arc)가 발견되었다.[13] 이는 2820 MPc 거리에 있으며 은하, 은하단, 가스 및 먼지로 구성되어 있다.

그러나 2013년 세샤드리 나다투르(Seshadri Nadathur)가 지적한 바와 같이 동질적 규모(Yadav의 추정에 의한 260/h Mpc)보다 큰 구조물의 존재가 반드시 우주론을 위반하는 것은 아니다( Huge-LQG#Dispute 참조 ).
지구 주변 우주의 등방성은 우주 마이크로파 배경 온도 지도 연구에 의해 높은 중요도로 확인되었지만, 우주 규모에서의 균질성은 여전히 논쟁의 대상이다.

## 완벽한 우주론
완벽한 우주론적 원리는 우주론적 원리의 확장으로 공간뿐만 아니라 시간에 대해서도 균질하고 등방성이라고 기술한다. 이 관점에서 우주는 모든 곳에서(대규모로 볼 때) 동일하게 보이며, 항상 그랬고 앞으로도 마찬가지일 것이다. 완벽한 우주론적 원리는 정상 상태 이론을 뒷받침하며 혼돈 인플레이션 이론에서 기원한다.

## 같이 보기
- 배경 독립성
- 코페르니쿠스 원리
- 위대함의 끝
- 프리드만-르메트르-로버트슨-워커 계량
- 우주의 대규모 구조
- 공간의 미터법 확장
- 적색편이